# Liste der Einträge im National Register of Historic Places im Edwards County (Texas)
Die Liste der Registered Historic Places im Edwards County führt alle Bauwerke und historischen Stätten im texanischen Edwards County auf, die in das National Register of Historic Places aufgenommen wurden.

## Aktuelle Einträge
| Lfd. Nr. | Name im NRHP                       | Bild | Datum der Eintragung | Adresse/Lage | Ort         | NRHP-ID  | Beschreibung |
| -------- | ---------------------------------- | ---- | -------------------- | ------------ | ----------- | -------- | ------------ |
| 1        | Edwards County Courthouse and Jail |      | 7. Nov. 1979         | Public Sq.   | Rocksprings | 79002932 |              |